# Phrynopus thompsoni
Phrynopus thompsoni é uma espécie de anura  da família Leptodactylidae.
É endémica de Peru.